# Franconville
Franconville és un municipi francès, situat al departament de Val-d'Oise i a la regió de Illa de França. L'any 2007 tenia 32.932 habitants.
Forma part del cantó de Franconville, del districte d'Argenteuil i de la Comunitat d'aglomeració Val Parisis.

## Demografia

### Població
El 2007 la població de fet de Franconville era de 32.932 persones. Hi havia 13.493 famílies, de les quals 4.279 eren unipersonals (1.640 homes vivint sols i 2.639 dones vivint soles), 3.365 parelles sense fills, 4.300 parelles amb fills i 1.549 famílies monoparentals amb fills.
La població ha evolucionat segons el següent gràfic:
Habitants censats

### Habitatges
El 2007 hi havia 14.320 habitatges, 13.778 eren l'habitatge principal de la família, 106 eren segones residències i 436 estaven desocupats. 3.731 eren cases i 10.372 eren apartaments. Dels 13.778 habitatges principals, 8.307 estaven ocupats pels seus propietaris, 5.194 estaven llogats i ocupats pels llogaters i 277 estaven cedits a títol gratuït; 720 tenien una cambra, 2.228 en tenien dues, 3.968 en tenien tres, 4.151 en tenien quatre i 2.711 en tenien cinc o més. 9.132 habitatges disposaven pel capbaix d'una plaça de pàrquing. A 7.761 habitatges hi havia un automòbil i a 3.469 n'hi havia dos o més.

### Piràmide de població
La piràmide de població per edats i sexe el 2009 era:
| Homes | Edats   | Dones |
| ----- | ------- | ----- |
| 8     | 95 o +  | 4     |
| 8     | 90 a 94 | 112   |
| 96    | 85 a 89 | 280   |
| 96    | 80 a 84 | 212   |
| 256   | 75 a 79 | 376   |
| 364   | 70 a 74 | 488   |
| 464   | 65 a 69 | 628   |
| 732   | 60 a 64 | 700   |
| 728   | 55 a 59 | 776   |
| 1.044 | 50 a 54 | 1.248 |
| 1.348 | 45 a 49 | 1.400 |
| 1.180 | 40 a 44 | 1.380 |
| 1.313 | 35 a 39 | 1.432 |
| 1.288 | 30 a 34 | 1.380 |
| 1.417 | 25 a 29 | 1.472 |
| 1.085 | 20 a 24 | 1.124 |
| 1.184 | 15 a 19 | 1.240 |
| 1.204 | 10 a 14 | 1.220 |
| 1.160 | 5 a 9   | 1.020 |
| 1.032 | 0 a 4   | 944   |

## Economia
El 2007 la població en edat de treballar era de 22.183 persones, 17.107 eren actives i 5.076 eren inactives. De les 17.107 persones actives 15.409 estaven ocupades (7.795 homes i 7.614 dones) i 1.698 estaven aturades (764 homes i 934 dones). De les 5.076 persones inactives 1.438 estaven jubilades, 2.013 estaven estudiant i 1.625 estaven classificades com a «altres inactius».

### Ingressos
El 2009 a Franconville hi havia 13.616 unitats fiscals que integraven 33.301 persones, la mediana anual d'ingressos fiscals per persona era de 20.917 €.

### Activitats econòmiques
Dels 1.041 establiments que hi havia el 2007, 1 era d'una empresa extractiva, 12 d'empreses alimentàries, 5 d'empreses de fabricació de material elèctric, 1 d'una empresa de fabricació d'elements pel transport, 26 d'empreses de fabricació d'altres productes industrials, 108 d'empreses de construcció, 315 d'empreses de comerç i reparació d'automòbils, 60 d'empreses de transport, 64 d'empreses d'hostatgeria i restauració, 35 d'empreses d'informació i comunicació, 44 d'empreses financeres, 43 d'empreses immobiliàries, 136 d'empreses de serveis, 129 d'entitats de l'administració pública i 62 d'empreses classificades com a «altres activitats de serveis».
Dels 239 establiments de servei als particulars que hi havia el 2009, 1 era una oficina d'administració d'Hisenda pública, 3 oficines de correu, 12 oficines bancàries, 2 funeràries, 9 tallers de reparació d'automòbils i de material agrícola, 3 tallers d'inspecció tècnica de vehicles, 2 establiments de lloguer de cotxes, 5 autoescoles, 13 paletes, 21 guixaires pintors, 10 fusteries, 18 lampisteries, 14 electricistes, 11 empreses de construcció, 22 perruqueries, 3 veterinaris, 2 agències de treball temporal, 52 restaurants, 21 agències immobiliàries, 8 tintoreries i 7 salons de bellesa.
Dels 157 establiments comercials que hi havia el 2009, 1 era, 3 supermercats, 1 una gran superfície de material de bricolatge, 7 botiges de menys de 120 m², 10 fleques, 9 carnisseries, 1 una carnisseria, 1 una botiga de congelats, 7 llibreries, 81 botigues de roba, 4 botigues d'equipament de la llar, 8 sabateries, 6 botigues d'electrodomèstics, 3 botigues de mobles, 3 botigues de material esportiu, 1 una botiga de material esportiu, 1 una botiga de material de revestiment de parets i terra, 2 perfumeries, 3 joieries i 5 floristeries.

## Equipaments sanitaris i escolars
El 2009 hi havia 1 centre de salut, 11 farmàcies i 3 ambulàncies.
El 2009 hi havia 10 escoles maternals i 12 escoles elementals. A Franconville hi havia 4 col·legis d'educació secundària, 1 liceu d'ensenyament general i 1 liceu tecnològic. Als col·legis d'educació secundària hi havia 1.664 alumnes, als liceus d'ensenyament general n'hi havia 1.205 i als liceus tecnològics 415.

## Poblacions més properes
El següent diagrama mostra les poblacions més properes.